# Col Amic
Pour les articles homonymes, voir Amic.
Le col Amic est un col du massif des Vosges situé à 828 m d'altitude.
Il doit son nom au capitaine Paul Amic décédé en 1915, remplaçant ainsi l'ancien nom : col du Kohlschlag.

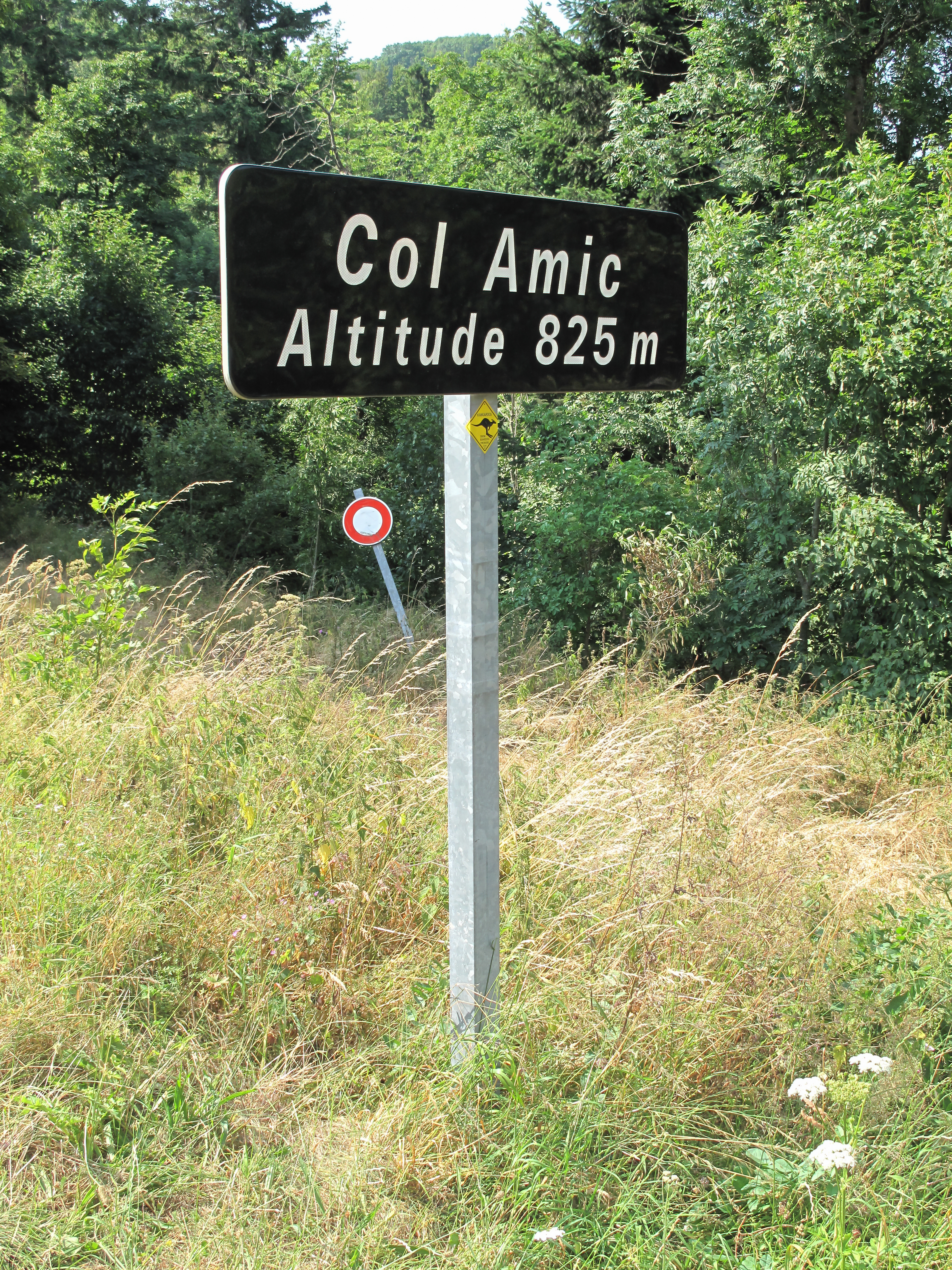
Panneau au col Amic.